# Regionale Eenheid Limburg
De Regionale Eenheid Limburg is een van de tien regionale eenheden van de Nationale politie. De regionale eenheid Limburg is in 2012 ontstaan uit een samenvoeging van de voormalige regiokorpsen Limburg-Noord en Limburg-Zuid.
De regionale eenheid Limburg bestaat uit de drie districten Noord en Midden Limburg (A), Parkstad Limburg (B) en Zuid-West-Limburg (C). Deze regionale eenheid kent in totaal 12 basisteams. Zowel de hoofdlocatie als de meldkamer van de Regionale Eenheid Limburg zijn gevestigd in Maastricht.
District Noord en Midden Limburg kent zes basisteams:
- A1 Venray/Gennep
- A2 Horst/Peel en Maas
- A3 Venlo/Beesel
- A4 Weert
- A5 Roermond
- A6 Echt

District Parkstad-Limburg kent drie basisteams:
- B1 Brunssum/Landgraaf
- B2 Kerkrade
- B3 Heerlen

District Zuid-West-Limburg kent drie basisteams:
- C1 Heuvelland
- C2 Maastricht
- C3 Westelijke Mijnstreek

Bestaande regionale politieeenheden:
Noord-Nederland ·
Oost-Nederland ·
Midden-Nederland ·
Noord-Holland ·
Amsterdam ·
Den Haag ·
Rotterdam ·
Zeeland - West-Brabant ·
Oost-Brabant ·
Limburg ·
Eenheid Landelijke Expertise en Operaties ·
Eenheid Landelijke Opsporing en Interventies

Voormalige eenheden:
Landelijke Eenheid
Voormalige regiokorpsen:
Politie Groningen ·
Politie Fryslân ·
Politie Drenthe ·
Politie IJsselland ·
Politie Twente ·
Politie Noord- en Oost-Gelderland ·
Politie Gelderland-Midden ·
Politie Gelderland-Zuid ·
Politie Utrecht ·
Politie Noord-Holland-Noord ·
Politie Zaanstreek-Waterland ·
Politie Kennemerland ·
Politie Amsterdam-Amstelland ·
Politie Gooi en Vechtstreek ·
Politie Haaglanden ·
Politie Hollands Midden ·
Politie Rotterdam-Rijnmond ·
Politie Zuid-Holland-Zuid ·
Politie Zeeland ·
Politie Midden- en West-Brabant ·
Politie Brabant-Noord ·
Politie Brabant-Zuidoost ·
Politie Limburg-Noord ·
Politie Limburg-Zuid ·
Politie Flevoland ·